# Karl Hugo von Brackel

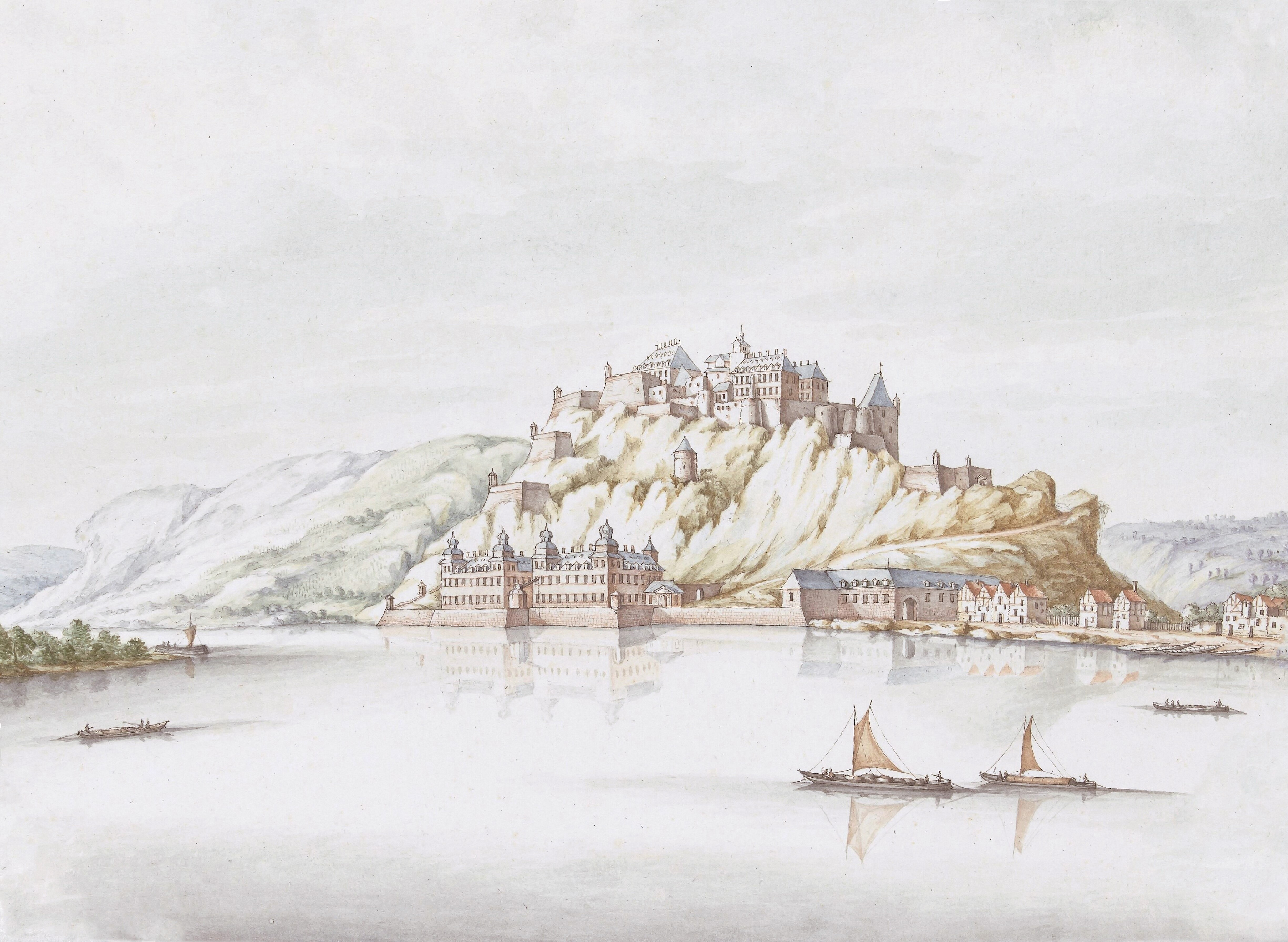
Festung Ehrenbreitstein, um 1700, darunter Schloss Philippsburg

Karl Hugo von Brackel (* 1716 in Breitmar; † 1768) war ein kurtrierischer General in Koblenz.

## Leben
Er wuchs als Sohn von Johann Lambert von Brackel und dessen Frau Maria von der Portzen in Breitmar (auch Breidmar, ein nicht mehr vorhandener Ort bei Jülich) auf. 1749 heiratete er Marie Sybille Constantin Freiin von Berg zu Durffenthal, mit der er fünf Kinder bekam: 1750 Charlotte Marie, 1751 Marie Wilhelmine Catherine, 1753 Franz Georg, 1754 Johann Philipp († 1756) und 1756 die  Zwillinge Georg Ignatz und Johann Wilhelm.
1745 wurde er Kurtrierischer Kämmerer und Grenadier-Hauptmann. Im Gefolge des Kurfürsten Franz Georg von Schönborn nahm er an der Krönung von Kaiser Franz I. teil. 1760 wurde er zum Obristen befördert, 1761 zum Generalmajor und war kurtrierischer Hofkriegsrat. Im Siebenjährigen Krieg nahm er vom 12. bis 30. Juni 1760 an der Belagerung von Dresden teil. Am 12. Mai 1762 folgte das Gefecht bei Döbeln. Trier kämpfte dabei als Teilverband des Heiligen Römischen Reiches auf Seiten der Österreicher gegen Preußen. Nach der verlorenen Schlacht bei Döbeln sicherte er den Pass nach Böhmen und lagerte dazu bei Marienberg. 1764 bis 1766 war er Präsident des Kurtrierischen Hofkriegsrates, Kommandeur des Kurtrierischen Regiments und Gouverneur der Festungen Koblenz und Ehrenbreitstein.

## Auszeichnungen
- 1737 bis 1768: Belehnung mit dem halben Niewerz-Hof zu Nieder-Elvenich bei Wichterich
- 1742: Ritterschlag in Frankfurt a.M. durch Kaiser Karl VII.
- Ritter des Brandenburgischen roten Adlerordens